# Ram Nath Kovind

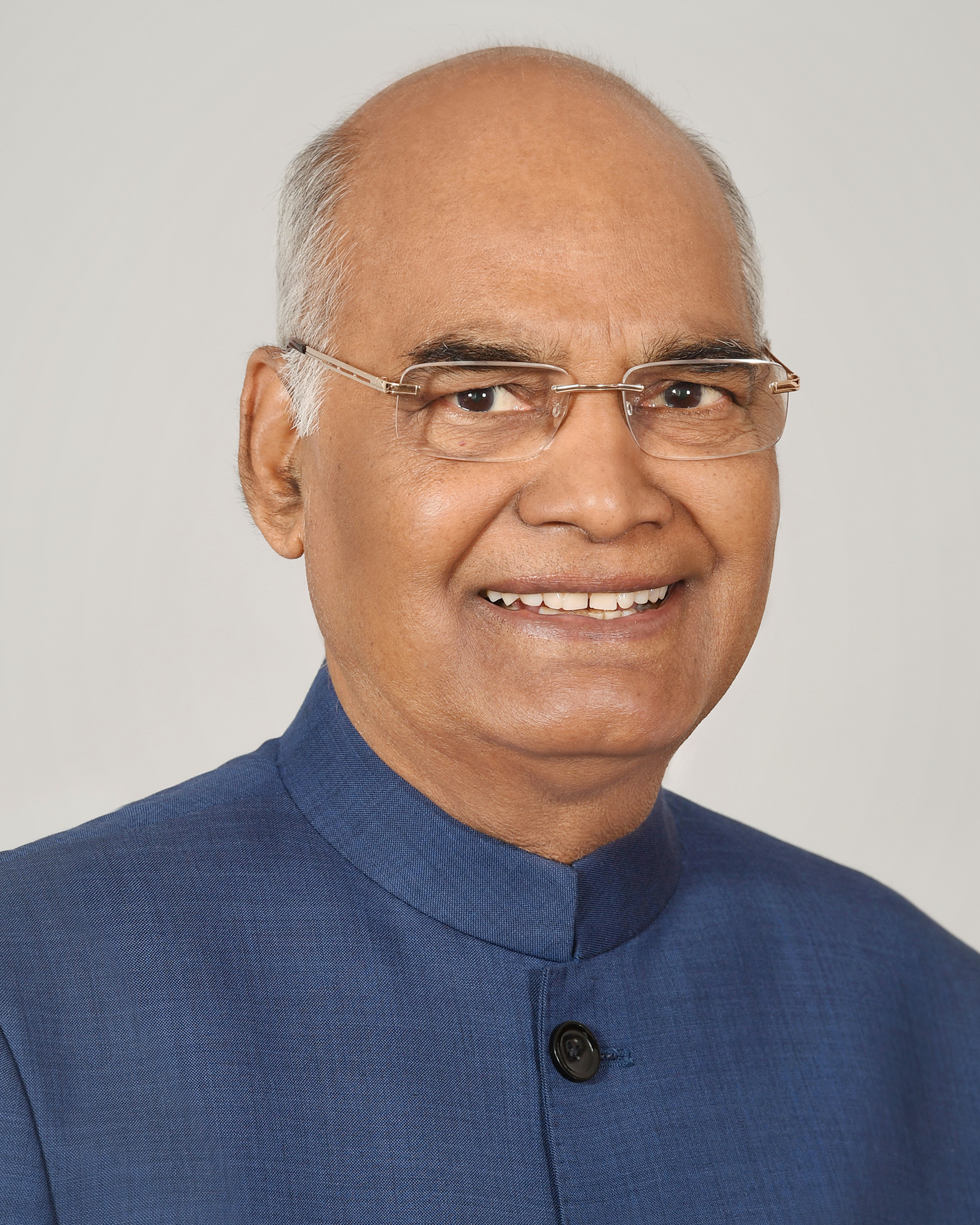
Ram Nath Kovind (2017)

Ram Nath Kovind (Hindi राम नाथ कोविन्द; * 1. Oktober 1945 im Distrikt Kanpur Dehat, United Provinces, Britisch-Indien) ist ein indischer Politiker und war vom  25. Juli 2017 bis 25. Juli 2022 der Staatspräsident Indiens.

## Biografie
Ram Nath Kovind wurde zwei Jahre vor dem Ende der britischen Kolonialherrschaft in den damaligen United Provinces (heute Bundesstaat Uttar Pradesh) in eine Dalit-Familie geboren.
Er studierte an der Kanpur University (Uttar Pradesh) und schloss das Studium mit dem Grad eines Bachelor of Laws (BLL) und eines Bachelor of Commerce (B.com) ab. Danach war er als Rechtsanwalt tätig. Von 1977 bis 1979 vertrat er in dieser Funktion die Interessen der indischen Zentralregierung am Delhi High Court und war von 1980 bis 1993 ständiger Berater der indischen Regierung am Supreme Court.
Im Jahr 1991 trat Kovind der Bharatiya Janata Party (BJP) bei und wurde von seiner Partei bei der Wahl zur Lok Sabha 1991 im Wahlkreis 63-Ghatampur aufgestellt, unterlag dort aber dem Gegenkandidaten von der Janata Dal. Im April 1994 wurde er in die Rajya Sabha, die erste Kammer (das „Staatenhaus“), des indischen Parlaments gewählt. Er vertrat dort den Bundesstaat Uttar Pradesh über 12 Jahre bis zum März 2006. Während seiner Parlamentszugehörigkeit arbeitete er in einer Reihe von Ausschüssen mit, unter anderem dem Komitee für die Angelegenheiten der Scheduled Castes/Tribes, dem Innenausschuss, den Parlamentsausschüssen für Erdöl und Erdgas, für soziale Gerechtigkeit und Emanzipation und dem Rechtsausschuss. Als Parlamentsmitglied unternahm Kovind Studien- und Informationsreisen nach Thailand, Nepal, Pakistan, Singapur, Deutschland, die Schweiz, Frankreich, in das Vereinigte Königreich und die Vereinigten Staaten. Er war außerdem zeitweilig als indischer Botschafter bei den Vereinten Nationen akkreditiert und hielt in dieser Funktion im Oktober 2002 eine Rede vor der UN-Generalversammlung.
Zu einem Schwerpunkt seiner politischen Arbeit wurde die Vertretung der Interessen der Scheduled Castes (SC) und Scheduled Tribes (ST). Der 79., 81. und 82. Verfassungszusatz (amendment), die die Rechte der SC und ST stärkten und alle im Jahr 2000 unter der Regierung Vajpayee Gesetzeskraft erlangten, wurden zum Teil auch seiner intensiven Lobbyarbeit zugeschrieben.
Nach Ende seiner Zeit in der Rajya Sabha unternahm Kovind einen Versuch, in die Politik in Uttar Pradesh einzusteigen, und kandidierte bei der Wahl zum Parlament von Uttar Pradesh 2007 im Wahlkreis 279-Bhognipur. Er erreichte jedoch stimmenmäßig nur den dritten Platz und wurde damit nicht gewählt.
Am 8. August 2015 ernannte Staatspräsident Pranab Mukherjee ihn zum Gouverneur des Bundesstaats Bihar.
Im Vorfeld der indischen Präsidentschaftswahl 2017 gab die BJP-geführte Parteienkoalition National Democratic Aliance am 19. Juni 2017 bekannt, dass Kovind ihr Kandidat für die Präsidentschaft sei. Kovind gewann die Wahl deutlich mit 65,6 % der Stimmen aus dem Wahlkollegium. Seine Gegenkandidatin Meira Kumar von der Kongresspartei kam auf 34,5 %. Am 25. Juli 2017 trat Kovind sein Amt als Staatspräsident an.

## Privates
Aus der am 30. Mai 1974 geschlossenen Ehe mit seiner Frau Savita gingen ein Sohn, Prashant, und eine Tochter, Swati, hervor.